# Marianne Müller
Marianne Müller, nata Hellmuth (Magonza, 1772 – Berlino, 31 maggio 1851), è stata un soprano e attrice teatrale tedesca. Salì sulle scene come bambina.

## Biografia
Marianne Müller era figlia del musicista della corte di Magonza, Johann Friedrich Hellmuth, e di sua sposa, attrice pure lei, Franziska Hellmuth, nata Wolff. Salì sulle scene da bambina, nel 1780 a Bonn nel ruolo di Gretchen nella Dorfgala di Anton Schweitzer, nel 1785 a Schwedt come Victorine nel Eifersucht auf der Probe di Pasquale Anfossi e nel 1788 a Berlino come Röschen nel Zauberspiegel di André-Ernest-Modeste Grétry. Anche sua sorella Katharine Hellmuth (prima del 1770-dopo il 1800) fu un'attrice e una cantante.
Nel 1787 fu scritturata per la prima volta al Teatro di corte di Schwerin. Nel 1788-89 divenne membro del Teatro regale di Berlino, come prima cantatrice. Nel 1792 sposò un funzionario di nome Müller, dopo di che apparve sulle scene sotto il nome di Mad. Müller. 
Il 12 maggio 1794 cantò la Regina della Notte nella prima rappresentazione a Berlino del Flauto magico. Nel 1803 cantò il ruolo di Constanze nel Belmonte und Konstanze (Il ratto dal serraglio) di Mozart. Nel Don Giovanni cantava dal 1804 il ruolo di Donna Elvira, poi dal 1809 quello di Donna Anna. Cantò anche in numerosi concerti, nei quali, tra le altre, cantava spesso arie del Righini.
Nel 1815 si ammalò e fu quindi impedita di esibirsi. Si ritirò nel 1816. Successivamente si trasferì a Ruppin, presso sua figlia, una pianista e studente di Friedrich Wilke, ma in seguito tornò a Berlino, dove morì.

## Ruoli interpretati
| Anno | Ruolo                     | Opera                         | Compositore                  |
| ---- | ------------------------- | ----------------------------- | ---------------------------- |
| 1788 | Röschen                   | Zauberspiegel                 | André Ernest Modeste Grétry  |
| 1789 | Friederike                | Betrug durch Aberglauben      | Carl Ditters von Dittersdorf |
| 1789 | Rosalie                   | Doktor und Apotheker          | Carl Ditters von Dittersdorf |
| 1789 | Zémire                    | Zémire et Azor                | André Ernest Modeste Grétry  |
| 1789 | Constanze                 | Belmont und Constanze         | Mozart                       |
| 1789 | Amor                      | Psyche                        | Peter von Winter             |
| 1790 | Cherubino                 | Le nozze di Figaro            | Mozart                       |
| 1790 | Donna Elvira              | Don Giovanni                  | Mozart                       |
| 1791 | Constanze                 | Die Liebe im Narrenhaus       | Carl Ditters von Dittersdorf |
| 1791 | Caroline                  | Rotkäppchen                   | Dittersdorf                  |
| 1791 | Elise                     | Reinald                       | Nicolas Dalayrac             |
| 1792 | Röschen                   | Knicker                       | Dittersdorf                  |
| 1792 | Almanzaris                | Oberon                        | Friederike Sophie Seyler     |
| 1793 | Eugenia                   | Die schöne Müllerin           | Vicente Martín y Soler       |
| 1794 | Pamina, Königin der Nacht | Il flauto magico              | Mozart                       |
| 1794 | Ophelie                   | Trophons Höhle                | Antonio Salieri              |
| 1795 | Griechin                  | Iphigenia in Tauris           | Christoph Willibald Gluck    |
| 1795 | Constanze                 | Verwirrung durch Aehnlichkeit | Marcos António Portugal      |
| 1796 | Sandrina                  | Il Talismano                  | Antonio Salieri              |
| 1796 | Pietro                    | Les deux petits savoyards     | Nicolas Dalayrac             |
| 1796 | Juno                      | Die neuen Arkadier            |                              |
| 1797 | Lodoïska                  | Lodoïska                      | Luigi Cherubini              |
| 1797 | Elvira                    | Opferfest                     | Peter von Winter             |
| 1798 | Henriette                 | Das Sonntagskind              | Wenzel Müller                |
| 1798 | Suschen                   | Dorfbarbier                   | Johann Schenk                |
| 1799 | Lisette                   | Theodor                       | Giovanni Paisiello           |
| 1800 | Leonore                   | Apotheker und Doktor          | Dittersdorf                  |
| 1801 | Marie                     | Blaubart                      | Grétry                       |
| 1802 | Bertha                    | Lilla                         | Martín y Soler               |
| 1802 | Amanda                    | Oberon                        | Friederike Sophie Seyler     |
| 1803 | Konstanze                 | Il ratto dal serraglio        | Mozart                       |
| 1803 | Laura                     | Der Singspiel                 |                              |
| 1803 | Fanny                     | Löwenherz                     | Grétry                       |
| 1803 | Röschen                   | Röschen und Collas            | Pierre-Alexandre Monsigny    |
| 1803 | Amelina                   | Lehmann                       | Nicolas Dalayrac             |
| 1804 | Amena                     | Cesare in Farmacusa           | Antonio Salieri              |
| 1804 | Donna Elvira              | Don Giovanni                  | Mozart                       |
| 1805 | Nerino                    | M. Angelo                     |                              |
| 1805 | Carolina                  | Il matrimonio segreto         | Domenico Cimarosa            |
| 1806 | Ilia                      | Idomeneo                      | Mozart                       |
| 1806 | Agnes Sorel               | Die Jungfrau von Orleans      | Bernhard Anselm Weber        |
| 1806 | Sara                      | Milton                        | Gaspare Spontini             |
| 1806 | Peter                     | Löwenherz                     | Grétry                       |
| 1807 | Seraphine                 | Der Räuberhauptmann           | Jean-François Le Sueur       |
| 1807 | Flerida                   | Ulyssus und Circe             | Bernhard Romberg             |
| 1807 | Henriette                 | Der Grab des Mufti            | Johann Adam Hiller           |
| 1808 | Sophie                    | Sargines                      | Ferdinando Paër              |
| 1808 | Hortensia                 | Der vereitelten Ränke         | Domenico Cimarosa            |
| 1808 | Eurille                   | Die Kästchen mit der Chiffre  | Antonio Salieri              |
| 1809 | Agnes Sorel               | Agnes Sorel                   | Vojtech Matyáš Jírovec       |
| 1809 | Donna Anna                | Don Giovanni                  | Mozart                       |
| 1809 | Klytemnestra              | Iphigenia in Aulis            | Gluck                        |
| 1810 | Brisais                   | Achille                       | Ferdinando Paër              |
| 1810 | Königin Margaretha        | Franca de Foix                | Henri-Montan Berton          |
| 1810 | Deodata                   | Deodata                       | Bernhard Anselm Weber        |
| 1811 | Adelheid                  | Adelasia ed Aleramo           | Simone Mayr                  |
| 1811 | Isidora                   | Die Alpenhirten               | Friedrich Wollank            |
| 1812 | Mechtilde                 | Silvana (prima in Berlino)    | Carl Maria von Weber         |
| 1812 | Giulietta                 | Giulietta e Romeo             | Niccolò Antonio Zingarelli   |
| 1812 | Miranda                   | Die Geisterinsel              |                              |
| 1812 | Florina                   | Cimarosa                      | Nicolas Isouard              |
| 1813 | Princesse de Navarre      | Jean de Paris                 | François-Adrien Boieldieu    |
| 1813 | Henriette                 | Der Kapellmeister von Venedig |                              |
| 1814 | Marguerite                | Richard cœur de Lion          | Grétry                       |